# Mauzoleum Chatama Sofera
Mauzoleum Chatama Sofera je hrobka rabína bratislavské židovské obce, Chatama Sofera (1762 – 1839), představitele tradičního židovského učení a zároveň poutní místo Židů. Nachází se na nábřeží L. Svobody v Bratislavě. Objekt je v nominaci na zápis do seznamu světového dědictví UNESCO.

## Historie

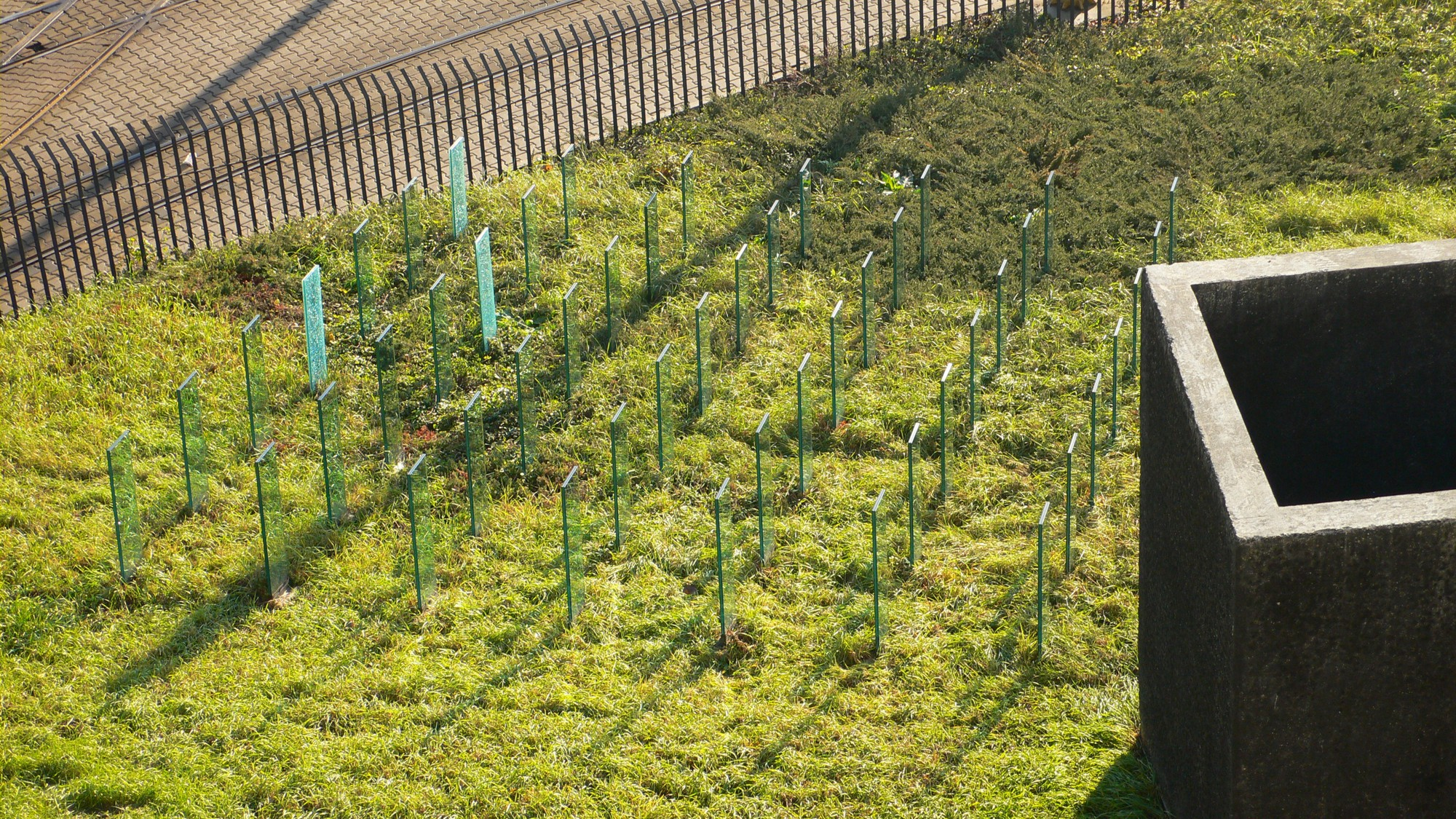
Pohled na skleněné stély pronikající do interiéru mauzolea.

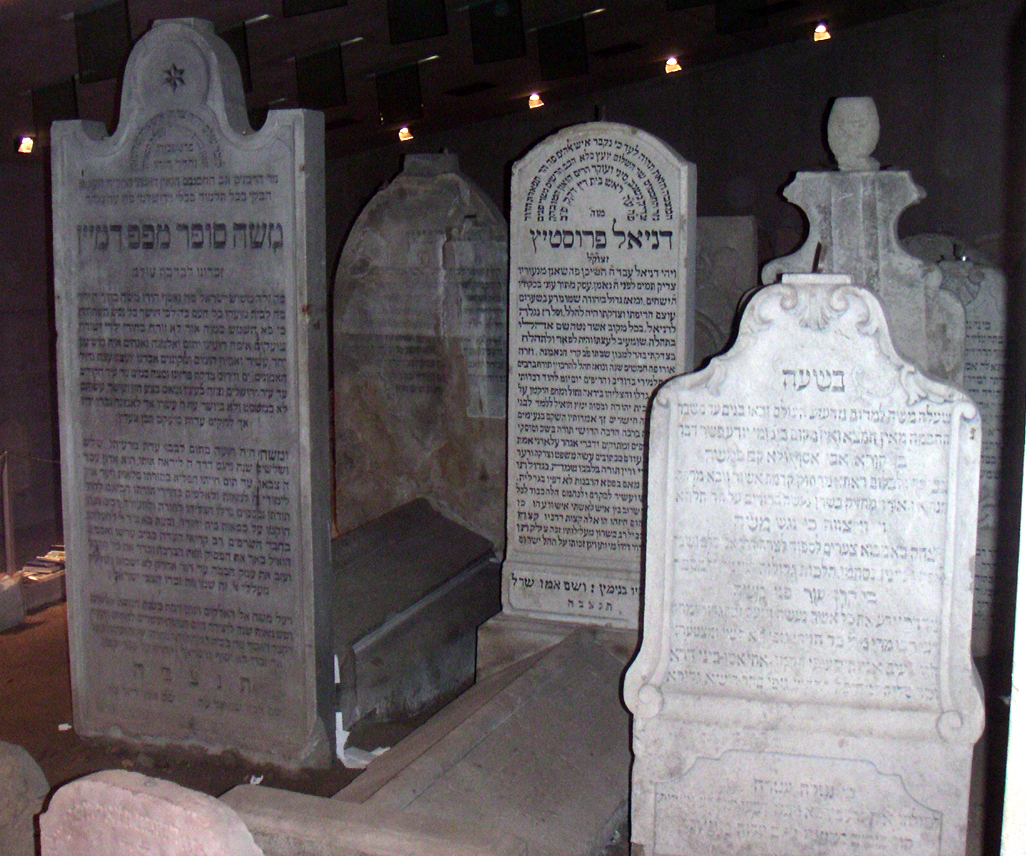
Náhrobek Chatama Sofera (vlevo)

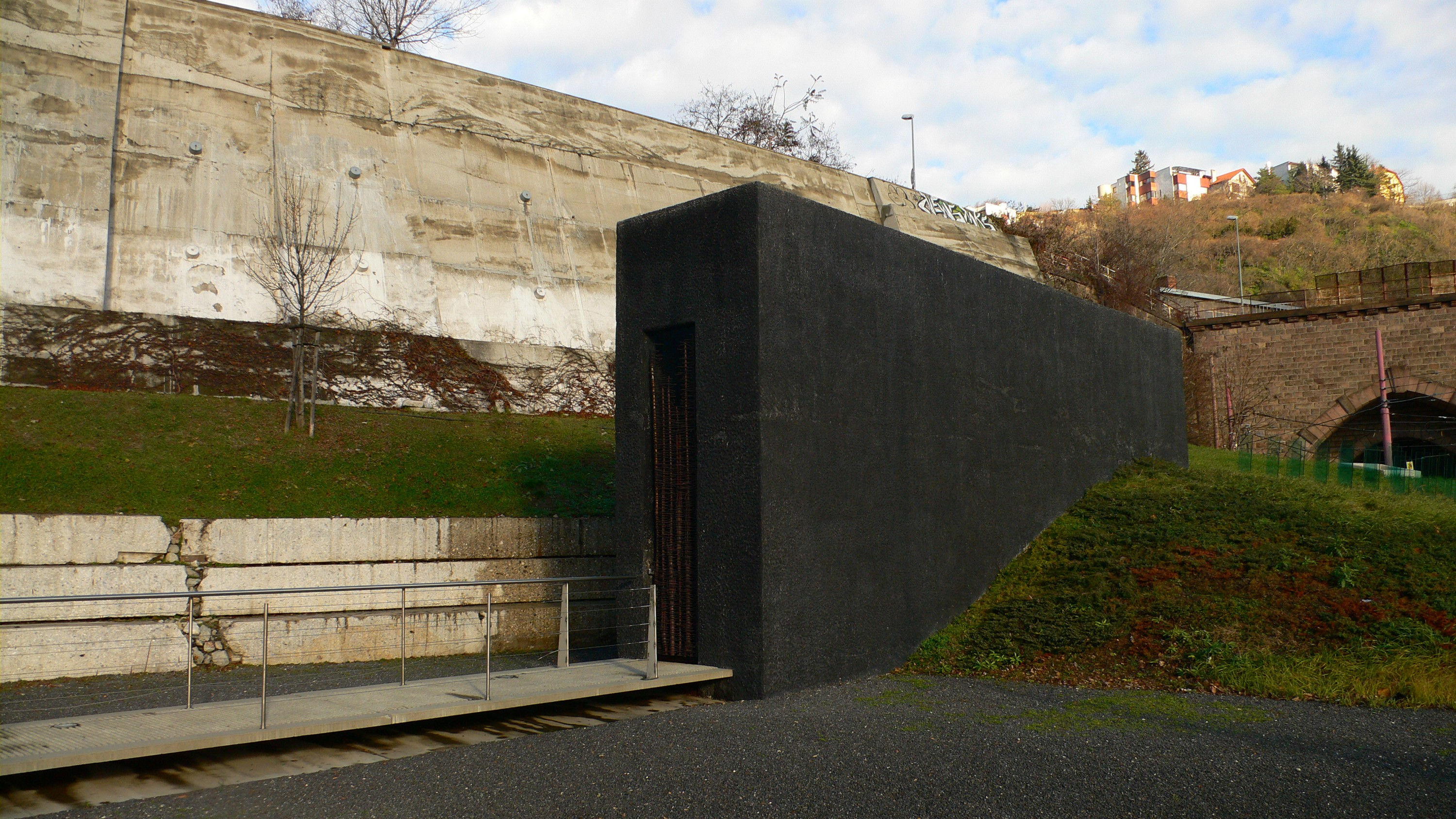
Shora otevřený černý hranol z pohledového betonu.

Mauzoleum bylo otevřeno v roce 2002 v den 240. výročí jeho narození. Nachází se na místě nejstaršího židovského hřbitova v Bratislavě, založeného v 17. století, když rodina Pálffyů povolila Židům pohřbívat jejich zesnulých blízko hradního opevnění. Byl využíván až do roku 1847. V roce 1942, po velké povodni byla většina hrobů zatopena. Zachovalo se jen 23 hrobů a 41 náhrobních kamenů, včetně hrobu rabína Chatama Sofera.
Po úpravách komunikace a výstavbě tunelu v době druhé světové války se hřbitov ocitl hluboko pod úrovní terénu, a nakonec byl zakryt betonovým stropem. Teprve změna politického zřízení na Slovensku po roce 1989 a finanční příspěvky od Židů z celého světa umožnily rekonstrukci objektu. Posunutí tramvajové trati poskytlo prostor pro výstavbu pietního místa, následně byly vytvořeny prostory pro návštěvníky a hroby zrekonstruovány.

## Provedení
Nové architektonické řešení Ing. Arch. Martina Kvasnicy (* 1958) využilo skutečnosti, že hroby jsou již v podzemí, a nad nimi vznikl pahorek se skleněnými stélami. Do podzemní hrobky se vstupuje po lávce natažené přes prostranství původního hřbitova, jenž byl pokryt vrstvou jemného štěrku. Lávka vstupuje do shora otevřeného černého hranolu z pohledového betonu, ztvárňujícího hrobku. Hranol je symbolem propojení současnosti a minulosti, nebo také profánní a sakrální architektury.
Uvnitř je prostor se skleněnou stěnou s výhledem na hrobový areál určený osobám, kterým náboženské předpisy nedovolují vstoupit na půdu hřbitova. Skleněné desky vnějších stél, které symbolicky prostupují stropy nad hroby, pronikají z povrchu do interiéru a prosvětlují prostor. Zevnitř pak vede ocelové schodiště až k hrobům, kde pouť končí.
Architektura vyzdvihuje osobitost místa, které je pro Soferův význam, místem návštěv z celého světa.